# Martin Roman
Martin Roman (* 23. April 1910 in Berlin; † 12. Mai 1996 in Emerson (New Jersey), Vereinigte Staaten) war ein deutscher Musiker und Pianist.

## Leben

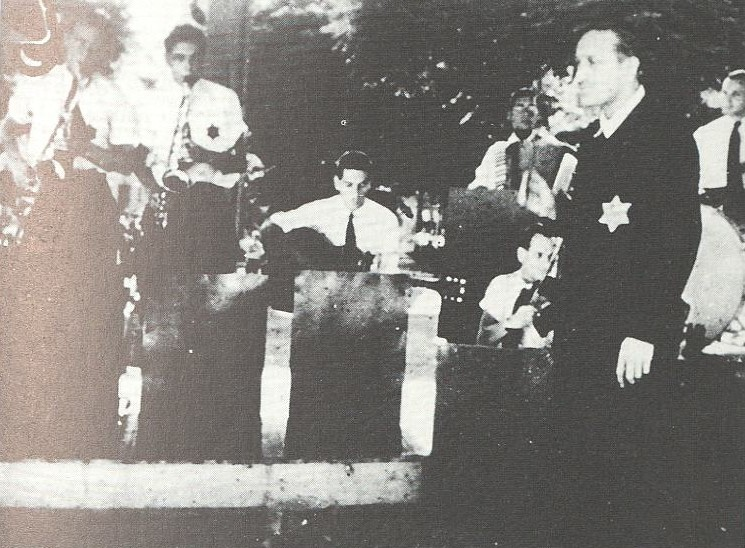
Martin Roman und die Ghetto Swingers im Film Theresienstadt 1944

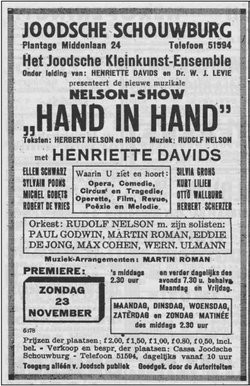
Arrangements in: Herbert Nelson Hand in Hand 1941

Roman war nach seiner Ausbildung in den letzten Jahren der Weimarer Republik als Pianist für die Weintraubs Syncopators tätig und bis 1933 Mitglied der Combo von Marek Weber. Mit seiner eigenen Band begann der Jude Roman nach der Machtergreifung durch Europa zu touren, spielte aber auch bei Adi Rosner. In den Niederlanden wurde er während des Krieges (1943) von der deutschen Besatzungsmacht verhaftet und in Vught interniert, anschließend in das Durchgangslager Westerbork überstellt. 
Roman schrieb für das dortige Lagerkabarett die Kompositionen Kasernenlied, Ich muß sitzen, Das Lied von zwei Ochsen, Wir reiten auf hölzernem Pferde und Wir Frau’n in der Kaserne. Am 20. Januar 1944 wurde er in das Ghetto Theresienstadt deportiert, wo er als musikalischer Leiter Kurt Gerrons Cabaret Karussell betreute und zeitweilig auch die Band Ghetto Swingers leitete. Am 28. September 1944 erfolgte seine Überstellung in das Vernichtungslager Auschwitz. Angesichts der anrückenden Rotarmisten wurde Roman mit anderen noch nicht völlig entkräfteten Häftlingen nach Westen evakuiert und übergangsweise in den Lagern von Sachsenhausen und Kaufering interniert. Im Frühjahr 1945 musste Roman an einem von der SS befohlenen Todesmarsch in Richtung Wolfratshausen teilnehmen, bis er schließlich befreit wurde. 
Nach Kriegsende übersiedelte Martin Roman in die USA, nahm die amerikanische Staatsbürgerschaft an und setzte dort seine Musikerlaufbahn fort. Als Komponist wirkte er dort gelegentlich sowohl für die Bühne (41 in a Sack. 1960 in New York) als auch beim Film (50.000 B.C. [Before Clothing] 1963).